# 山野愛子
山野 愛子（やまの あいこ、1909年1月20日 - 1995年7月31日）は、日本の美容師。東京・向島出身。

## 人物
実家は東京・向島で洋食食堂を経営していたが、父親は愛人のもとに入りびたり。そんな父の姿に、母親はことあるごとに、「これからは女も自立する時代」と説いていた。
生涯をヤマノグループ創始者として、日本美容界のパイオニアとして献身した。ミス・インターナショナル、ミス・ワールドの審査員も務めた。

### 親族
- 夫・山野治一（じいち）は逓信省（郵政省、現：日本郵政株式会社）勤務。
- 次男に山野凱章（美容用品綜合商社株式会社ヤマノ元取締役,2007年死去）。凱章と前妻・マダム路子の間に二男（品川一治・品川祐）・二女がある。
- 長男の娘の一人が後継者となった山野愛子ジェーンである。

## 略歴
- 関東大震災の女性被災者のみすぼらしい姿をみて、美容の大切さを痛感する。
- 1925年、山野結髪所を開業。日本初のパーマ指導技術者でもあり、日本にパーマ技術を普及させた。
- 1934年、東京・中野に山野美容講習所（現在の山野美容専門学校）を開設。
- 1954年、日本美容師総連合会会長に就任。
- 1961年、ロサンゼルスにヤマノ・ビューティカレッジを開設、校長に就任。
- 1967年、藍綬褒章を受章。
- 1977年、8月3日を「ハサミの日」とすることを提唱。以後毎年8月3日に東京・増上寺で「ハサミ供養」が行われている。
- 1980年、勲三等瑞宝章を受章。
- 1984年、2代目として山野愛子ジェーンに継がせる。
- 1992年、山野美容芸術短期大学を設立し、初代学長に就任。
- 1995年、死去。享年86。
- 2006年、日本テレビ系列「火曜ドラマゴールド」で自伝番組『伝説の美容師 山野愛子物語』放送（主演：水野真紀）。

## 主な著書
親族・弟子の著書も含む
- 『愛チャンはいつも本日誕生』「女の自叙伝」婦人画報社、1985年

### 和装関係
- 『山野流 美しい着装のすべて』 主婦と生活社、1973年
- 『山野愛子のきもの着つけ入門』 主婦の友社、1972年
- 『山野愛子の帯結び入門』 主婦の友社、1982年
- 『山野愛子の着装と帯むすび : 婚礼衣装からおしゃれ着まで ヘア・メイク・装いのトータルビューティーブック』婦人画報社、1985年11月1日。NDLJP:12107629。

### 美容関係
- 『山野愛子のベスト・ロングヘア : 日本髪から現代のヘア&メイクまで ヘア・メイク・装いのトータルビューティーブック』婦人画報社、1985年11月1日。NDLJP:12105396。

### テレビ番組
- ライオンのいただきます - 準レギュラー